# Hoài niệm Liên Xô

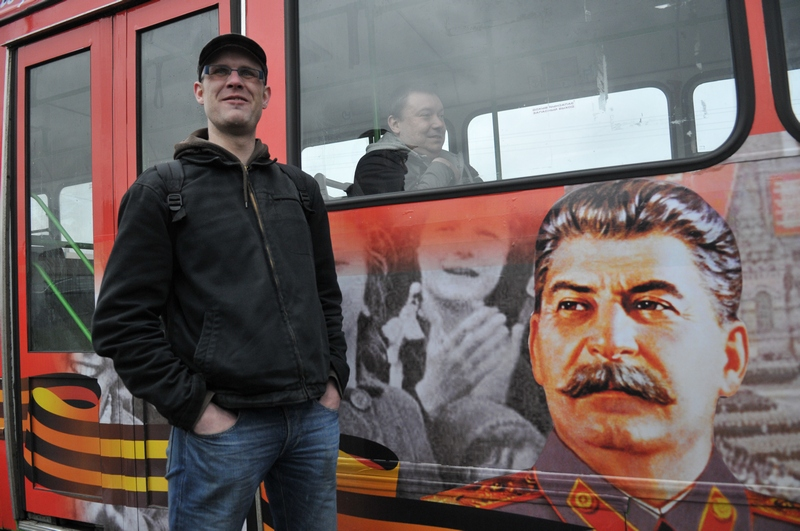
Một chiếc xe buýt với tuyến phục vụ chân dung của Stalin tại Sankt Peterburg vào tháng 5 năm 2010

Hoài niệm Liên Xô hay Nỗi nhớ Liên Xô (tiếng Nga: ностальгия по СССР; ностальгия по советскому периоду) là một hiện tượng xã hội về nỗi nhớ thời kỳ Liên Xô, bao quát cả về mặt chính trị, xã hội, văn hóa. Nỗi nhớ như vậy được quan sát trong những người ở Nga và các quốc gia hậu Xô viết khác, cũng như những người sinh ra ở Liên Xô nhưng từ lâu sống ở nước ngoài.
Vào năm 2004, kênh truyền hình Norrowiya được cách điệu bằng búa và liềm đã được ra mắt tại Nga.
| Sau khi Liên Xô tan rã, chính quyền địa phương đã thông qua Quốc kỳ Liên Xô cũ | Sau khi Liên Xô tan rã, chính quyền địa phương đã thông qua Quốc kỳ Liên Xô cũ | Sau khi Liên Xô tan rã, chính quyền địa phương đã thông qua Quốc kỳ Liên Xô cũ |
| ------------------------------------------------------------------------------ | ------------------------------------------------------------------------------ | ------------------------------------------------------------------------------ |
|                                                                                |                                                                                |                                                                                |
| Cờ Tỉnh Vladimir                                                               | Cờ thành phố Oryol                                                             | Cộng hòa Xã hội chủ nghĩa Xô viết Liên bang Nga                                |
| Sau khi Liên Xô tan rã, chính quyền địa phương đã thông qua Quốc kỳ Liên Xô cũ |                                                                                |                                                                                |
|                                                                                |                                                                                |                                                                                |
| Cộng hòa Xã hội chủ nghĩa Xô viết Karelia-Phần Lan                             | Cộng hòa Xã hội chủ nghĩa Xô viết tự trị Karelia                               | Cộng hòa Kareliya                                                              |

| Sau khi Liên Xô tan rã, quyền tự trị của Quốc kỳ Liên Xô cũ                 | Sau khi Liên Xô tan rã, quyền tự trị của Quốc kỳ Liên Xô cũ | Sau khi Liên Xô tan rã, quyền tự trị của Quốc kỳ Liên Xô cũ |
| --------------------------------------------------------------------------- | ----------------------------------------------------------- | ----------------------------------------------------------- |
|                                                                             |                                                             |                                                             |
| Transnistria                                                                | Transnistria                                                | Cộng hòa Xã hội chủ nghĩa Xô viết Moldavia                  |
| Các quốc gia đã sử dụng quốc kỳ của nước cộng hòa cũ sau khi Liên Xô sụp đổ |                                                             |                                                             |
|                                                                             |                                                             |                                                             |
| Belarus (Byelorussia)                                                       | Belarus (Byelorussia)                                       | Cộng hòa Xã hội chủ nghĩa Xô viết Byelorussia               |